# Lidské oko

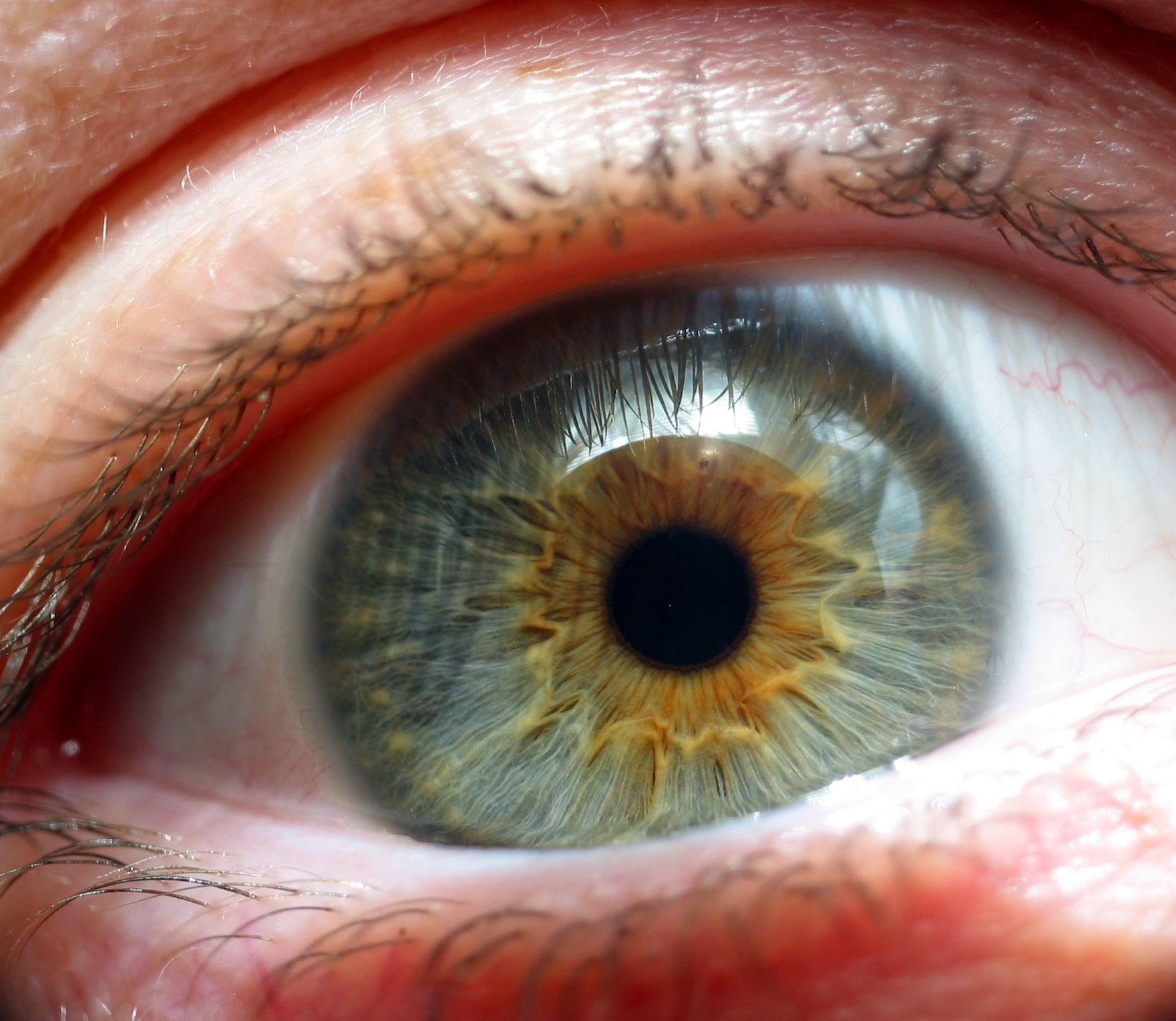
Lidské oko

Lidské oko je orgán zraku, párový orgán, který umožňuje člověku vidět. Oko patří k nejpohyblivějším orgánům v těle.

## Mechanismus vidění

Průřez lidského oka

Struktura lidského oka se plně přizpůsobuje potřebě zaostřit paprsek světla na sítnici (latinsky retina). Všechny části oka, přes které paprsky světla procházejí, jsou průhledné, aby propustily co nejvíce dopadajícího světla. Rohovka (cornea) a čočka (lens) pomáhají paprsek světla spojit a zaostřit na zadní stěnu oka – sítnici. Toto světlo pak způsobuje chemické přeměny ve světločivných buňkách (tyčinky a čípky), které vysílají nervové impulsy zrakovým nervem (nervus opticus) do mozku.
Světlo vstoupí přes rohovku do oblasti vyplněné komorovou vodou (aquaeus humor) a dopadá zornicí (zřítelnicí, „panenkou“ - pupila) na čočku. Ta se pomocí svalů duhovky (iris) roztahuje a zužuje, čímž se mění její zakřivení, a tím i ohnisková vzdálenost. Tak se oko akomoduje na více či méně vzdálené předměty, aby se jejich paprsky sbíhaly přesně na sítnici, kde vytvářejí převrácený obraz.

### Konvenční zraková vzdálenost
Konvenční zraková vzdálenost je vzdálenost předmětu od oka, při jehož zaostření se oko nejméně namáhá. Tato veličina se označuje d. Využívá se jí při výpočtech v optice. Především by šlo o vypočítání zvětšení předmětu pozorovaného lupou, mikroskopem nebo dalekohledem. Pro zdravé lidské oko je tato vzdálenost 25 centimetrů.

## Části

### Oční koule
Je uložena v obličejové části lebky v očnici. V hrotu očnice vystupuje z oka zrakový nerv a vstupuje tepna přivádějící krev pro celé oko, vstupují také nervy pro svaly v oku. Nervy i tepna jsou uložené v tukové tkáni.
Oční koule má přibližně kulovitý tvar (nejdelší je předozadní směr – oční osa) a její stěna je rozdělena do tří vrstev: povrchová (bělima, rohovka), střední cévnatá (cévnatka, řasnaté tělísko, duhovka) a vnitřní (světločivná sítnice).
- Bělima (sclera) – tuhá, bílá vazivová blána (u dětí namodralá, ve stáří zažloutlá od kapének tuku). Tloušťka se pohybuje kolem 0,3–2 mm a zaujímá 4/5 povrchu oční koule. Do bělimy se upínají okohybné svaly, vzadu ji prostupuje zrakový nerv a vpředu přechází v rohovku.
- Rohovka (cornea) – orgán v přední části oka. Je inervována (prostoupena nervovými vlákny), ale není prostoupena cévami. Je vyklenutější než bělima (má podobu hodinového sklíčka). Při dotyku rohovky se vybavuje nepodmíněný reflex – sevření víček. Odchylka od kulovitého zakřivení rohovky způsobuje onemocnění zvané astigmatismus.
- Živnatka (uvea) – obsahuje množství cév a pigmentových buněk. Má hnědočervenou barvu a v zadní části je tvořena cévnatkou (choroidea). Vpředu přechází v řasnaté tělísko.
- Řasnaté tělísko (corpus ciliare) – paprsčitě uspořádaný val z hladké svaloviny. Na povrchu má četné výběžky, na něž je tenkými vlákny zavěšena čočka. Stahy svalstva mění zakřivení čočky, a tím i její optickou mohutnost, což způsobuje potřebnou akomodaci (zaostření) čočky. Z krve protékající vlásečnicemi řasnatého tělíska se filtrací tvoří komorová voda, která vyživuje bezcévnaté části oka a udržuje jeho tvar.
- Duhovka (iris) – má tvar kruhového terčíku z hladkého svalstva. Kruhový otvor uprostřed duhovky se nazývá zornice (zřítelnice, pupila). Paprsčitě nebo kruhovitě uspořádaná svalovina rozšiřuje nebo zužuje zornici. V duhovce jsou pigmentové buňky, jejichž množství a hloubka uložení určují její barvu (modré mají pigmentu nejméně, hnědé a černé nejvíce). Tato pigmentová vrstva působí jako clona a zabraňuje, aby paprsky vnikaly do oka jinudy než zornicí.
- Zornice (pupila) je kruhový otvor uprostřed duhovky, v němž je umístěna čočka.
- Čočka (lens) – orgán tloušťky 4 mm zavěšený na řasnatém tělísku. Čočka je průhledná dvojvypuklá (bikonvexní) spojka s více zakřivenou zadní plochou. Její funkcí je lámat paprsky tak, aby se všechny paprsky vycházející z téhož bodu sešly v jednom bodě na sítnici, protože jen tak vznikne ostrý obraz.
- Sítnice (retina) – jemná několikavrstevná blána tloušťky 0,2–0,4 mm. Jsou v ní umístěny jednak gangliové a bipolární nervové buňky, jednak vlastní smyslové buňky sítnice, tyčinky a čípky.
  - Tyčinka – fotoreceptorická světločivá buňka sítnice oka, protáhlá až vláknitá. Tyčinky jsou citlivější na světlo, čímž umožňují vidění za šera. Rozlišují výhradně odstíny šedi. Jejich činnost umožňuje oční purpur – rodopsin (vitamín A a bílkovina opsin). Nenacházejí se ve žluté skvrně, na rozdíl od čípků jsou uzpůsobeny k vidění v šeru, s menší zrakovou ostrostí. V sítnici jednoho oka je asi 130 milionů tyčinek.
  - Čípek – fotoreceptorická světločivá buňka sítnice oka, podlouhlá. Čípky umožňují barevné vidění (modrá, zelená a červená). Vitamín A se zde váže na tři různé opsiny: citlivost na červené (L-čípky), zelené (M-čípky) a modré světlo (S-čípky). Čípky jsou nejvíce nakupeny asi 4 mm od slepé skvrny na mírně vkleslém místě sítnice zvaném žlutá skvrna. V sítnici jednoho oka je asi 7 milionů čípků.
  - Žlutá skvrna (makula) – místo na sítnici s nejvyšší hustotou čípků – místo nejostřejšího vidění.
  - Slepá skvrna – místo na sítnici, kde zrakový nerv ústí do oční koule a ještě není rozvětven na jemná nervová vlákna opatřená elementy citlivými ke světlu (tzn. nejsou tam světločivé buňky tyčinky a čípky).
- Sklivec (corpus vitreum) – rosolovitá průhledná hmota, která vyplňuje většinu vnitřního prostoru oční koule (bulbus oculi). Udržuje v oku stálý tlak, a tím i tvar.

### Přídatné oční orgány
- Spojivka (tunica conjuctiva) – slizniční blána sytě růžové barvy, která ohybem přechází na oční kouli a kryje zpředu bělimu až po okraj rohovky. Prostor mezi spojivkou víček a oční koulí se nazývá spojivkový vak.
- Slzní žláza (glandula lacrimalis) – orgán uložený v dutině očnicové nad oční koulí. Otevírá se větším počtem vývodů do spojivkového vaku. Její sekret – slzy (lacrimae) – obsahují chlorid sodný a lysozym. Vymývají spojivku a jsou roztírány po rohovce. Slouží ke zvlhčování přední stěny oka a k ochraně před infekcí. Odtékají do slzního vaku vnitřní stranou oka a dále slzovodem do dutiny nosní.
- Horní a dolní víčko (palpebra) – volné okraje jsou opatřeny řasami, do jejichž pochvy ústí mazové žlázy (zánět žláz se nazývá ječné zrno a může být značně bolestivý).
- Okohybné svaly – celkem 6 svalů z příčně pruhované svaloviny. Pohybují oční koulí tak, aby obraz dopadal na sítnici ve žluté skvrně. Nerovnoměrnost v tahu jednotlivých svalů způsobuje šilhání.

## Pohlcování záření
V různých částech oka dochází k pohlcování různých vlnových délek záření. Toho se dá využít především při operacích oka, ale především to chrání oko před poškozením. Záření je pohlcováno rozkladem proteinů a jiných látek, čímž se spotřebovává energie. Větší dávky nevhodného záření způsobují slzení, zvýšení teploty a tlaku v oku, záněty apod. Při extrémní intenzitě může dojít i k nevratnému poškození oka.

### Vliv záření různých vlnových délek
Lidské oko je schopno vnímat pouze viditelné světlo, tj. záření o vlnové délce přibližně 400–700 nm. Na oko působí však i záření jiných vlnových délek:
- 100–315 nm – absorbuje se převážně v rohovce, zbytek se rozptýlí v komorové vodě.
- 315–400 nm – absorbuje se převážně v čočce přeměnou proteinů.
- 400–1400 nm – prochází skrz čočku a dopadá na sítnici, kde při velké intenzitě může způsobit i vážné poškození. Intenzitu viditelného světla o vlnové délce 400–700 nm je oko schopné během 0,25 s zredukovat stažením panenky na snesitelné množství, ale na kratší vlnové délky již nedokáže zareagovat tak rychle.
- více než 1400 nm – je absorbováno v rohovce a způsobuje silné slzení a zvyšování teploty a tlaku komorové vody.

## Onemocnění
Onemocnění oka nebo oční vady mohou být vrozené nebo se mohou vyvinout věkem. Proto například WHO doporučuje, aby děti do 2 let netrávily před obrazovkou žádný čas. V následujícím seznamu jsou uvedeny hlavní vady a onemocnění lidského oka. Většina z nich se však vyskytuje i u jiných vyšších obratlovců a v principu i u všech dalších živočichů se stejným typem očí.
- astigmatismus – nepravidelné zakřivení rohovky, způsobující rozmazané vidění
- barvoslepost – vrozená porucha buněk sítnice vnímajících barvy. Způsobuje neschopnost rozlišovat některé barvy, obvykle červenou a zelenou
- diabetická retinopatie
- glaukom (zelený zákal) – zvýšený tlak tekutiny uvnitř oka; není-li léčen, způsobuje slepotu
- hypermetropie (dalekozrakost) – neschopnost ostře vidět na blízko, protože oční koule je příliš krátká pro normální ostření, obraz se tedy vytváří za sítnicí
- katarakta (šedý zákal) – zákal čočky způsobující zastřené vidění a ztrátu vnímání podrobností
- konjunktivitida – zánět spojivky způsobující pálení a zarudnutí oka
- myopie (krátkozrakost) – neschopnost ostře vidět do dálky, obraz je vytvářen před sítnicí, dělí se na dvě podskupiny:
  - osová: oční koule je delší než 24 mm;
  - systémová: délka oka je 24 mm, ale (a) optický systém je více lámavý kvůli menšímu poloměru křivosti jednotlivých ploch = rádiusová myopie; (b)některé prostředí v oku má větší index lomu = indexová myopie
- odchlípení sítnice – oddělení sítnice od zadní části oční koule; pokud není okamžitě léčeno, způsobuje slepotu
- poranění oka
- presbyopie (stařecká vetchozrakost) – druh hypermetropie
- strabismus (šilhání) – odchylný tah některého ze šesti okohybných svalů (sval je delší nebo kratší) způsobuje rozbíhání nebo sbíhání očních os; základním důsledkem strabismu je porucha prostorového vidění a dvojité vidění.
- věkem podmíněná makulární degenerace – poškození žluté skvrny oka; způsobuje postupnou ztrátu zraku.